# 以色列陸軍
以色列陸軍（希伯來語： זרוע היבשה）是以色列国防军（IDF）的陸軍。作为以色列安全部队军事部门的一部分，陆军在以色列境内没有民事管辖权。军队长官一般为少将军衔的总司令，称之为马齐（音译），同时隸屬於以色列的总参谋长麾下。

## 其他
- 摩薩德
- 以色列邊境警察
- 以色列軍事工業

### 相关内容
- 阿以冲突
- 以色列国防军旅名单
- 以色列军事史

## 拓展阅读
- Marcus，Raphael D.以色列与真主党的长期战争：军事创新与火力下的适应（Georgetown UP，2018）在线评论 （页面存档备份，存于）
- Rosenthal, Donna. . Free Press. 2003. ISBN 978-0-7432-7035-9.978-0-7432-7035-9
- Ostfeld, Zehava. Shiftel, Shoshana , 编. . Israel Ministry of Defense. 1994. ISBN 978-965-05-0695-7 （希伯来语）.978-965-05-0695-7
- Gelber, Yoav. . Yad Ben Tzvi. 1986 （希伯来语）.
- Yehuda Shif (编). . Revivim Publishing. 1982 （希伯来语）.
- Ron Tira (编). . Sussex Academic Press. 2009. ISBN 978-1-84519-378-2.978-1-84519-378-2
- Roislien，Hanne Eggen（2013）。 “宗教和军事征兵：以色列国防军（IDF）案”，《 （页面存档备份，存于）武装与社会》 ，第39卷，第3期，第pp。 213–232。
- 国家简报：以色列，《简氏防务周刊》 ，1996年6月19日